# 今村友紀
今村 友紀（いまむら ともき、1986年4月13日 - ）は、日本の作家、実業家。本名の石井大地（いしい だいち）でも著書がある。

## 経歴
秋田県出身。2003年、開成高等学校在学時にNHK教育「真剣10代しゃべり場」にレギュラー出演。2005年より、東京大学理科三類に現役合格した体験をもとに、東大入試に関する著書を執筆。その傍ら、中高生向けの次世代リーダー育成塾「志塾」を運営するベンチャー企業・株式会社ユニークの取締役を務め、主に受験産業に関わるビジネスを展開。2007年、インターネット上で学習可能なWebサイト「アソマナビコム」を共同で設立。2011年、『クリスタル・ヴァリーに降りそそぐ灰』で第48回文藝賞を受賞し、小説家としてデビューする。しかし、あまりにも「稼げない」ことに愕然として実業家への転身を決意。複数社の起業・経営を経て、2014年より株式会社メドレー執行役員。その後、株式会社リクルートホールディングス メディア&ソリューションSBUにて、事業戦略の策定及び国内外のテクノロジー企業への事業開発投資を手掛けたのち、2017年にGrafferを創業。現在、株式会社グラファー 代表取締役CEO。

## 年譜
- 1986年 - 秋田県由利本荘市に生まれる。
- 2002年 - 秋田大学教育文化学部附属中学校卒業。開成高等学校入学。
- 2003年 - NHK教育「真剣10代しゃべり場」にレギュラー出演。
- 2005年 - 開成高等学校卒業。東京大学教養学部理科三類入学。
- 2005年 - 株式会社ユニーク受験戦略本部長に就任。
- 2005年 - 株式会社ユニーク「志塾」カンパニー・プレジデントに就任。
- 2006年 - 戦略学習会を設立、代表に就任。
- 2007年 - 「アソマナビコム」マネージャーに就任。
- 2007年 - 東京大学医学部医学科に進学。
- 2009年 - 東京大学文学部言語文化学科現代文芸論専修課程に転部。
- 2011年 - 東京大学文学部現代文芸論専修課程卒業。
- 2011年 - 東京大学大学院人文社会系研究科欧米系文化研究専攻現代文芸論専門分野修士課程入学。
- 2011年 - 『クリスタル・ヴァリーに降りそそぐ灰』で第48回文藝賞受賞。

## 人物
2003年5月9日放送の「真剣10代しゃべり場」では、今村の提案によって「ゆとりよりも競争が必要だ！」というテーマで討論したが、ここで当時東大医学部志望だった今村は、受験勉強から充実感を味わっている自身の体験にもとづいて、「結果が全て」でありさらなる「競争」の必要性を訴えた。「競争に敗れた者（そもそも参加できない者）へのまなざし」や「競争社会ではない世界の存在」が問われ、ゲストの劇作家・平田オリザから「受験における競争と芸術における競争の差異」を指摘されると、今村は涙ながらに「人は平等ではなく各々異なる」ことを主張した。
今村は文藝賞の受賞の言葉で、「文学の歴史は、人類の歴史に等しい。人間が生まれ、育ち、老いて、死ぬ、その営みを、我々自身につなぎとめておくために、我々は文学を必要とする。文学は、ただ、我々と共にここにある。／だから私は言葉を紡ぐ。他にどんな理由が必要だろう？」と語り、贈呈式では「選ばれた責任」を果たすべく「ポストモダンの「先」」を描くことを表明している。その一方で、選考委員を務めた高橋源一郎との対談では、小説家になろうと医学部から文学部への転部を決意するまで、ほとんど文学作品に触れてきていないことを告白しているが、最近になって三島由紀夫を読み始めることを宣言した。
ツイッター(@imamura_tomoki)上では自らの経験と照らし合わせて、「文学をやっている人たちは、往々にして品が良すぎて、お金儲けはハシタナイみたいになっていることもありますが、物事はバランスが肝心です。稼ぐ意識も適度に必要だと私は思いますが」と既成作家に警鐘を鳴らしながら、また自らもかつて常用していた2ちゃんねるのスレッドに登場し読者と対話を試みたりしている。
姉の石井桃子は東大法学部卒で、2004年度準ミス東大。著書に『カリスマ東大生が教える やばい！世界史』（ゴマブックス、2006年）がある。

## 評価
高橋源一郎は文藝賞の選評において、「この小説は、「（註：3・11）以後」を描いている。主人公の「私」は、突然、ある大きな事件（「戦争」？）に巻き込まれる。（・・・）そこでは、既成のどんな論理や倫理も役に立たない。だから、「私」は全く新しい論理や倫理を作り出さねばならない。「以後」の小説の課題は、そこにしかないのである」と論じ、朝日新聞の文芸時評では同じく選考委員の斎藤美奈子が、「道具立てこそSF的でライトノベル風だが、この小説の今日性は事態の物語化を拒み、状況だけを描こうとする点にある。（・・・）情報が遮断された「一人称の世界」のリアルとはこういうことかもと思わせられる。秀作である」と評している。他方で、大森望は「本の雑誌」の書評において、「謎の異変に見舞われた東京・青山の女子高生が（キングの「霧」っぽい）謎の怪物と戦う、多世界ネタ入り終末SF（文体はちょっと舞城王太郎風）」と紹介し、（五つ星中）二つ星半の評価を下している。
また、同時期（2011年3月31日締切）の第43回新潮新人賞でも「マスカレイドの零時」が最終候補に残っており、選評では桐野夏生が「震災後も通用する作品」と評している。他方で、同じ選考委員の星野智幸は、「私には紋切り型の失敗したコラージュに思えた。ライトノベル的な定型としてはレベルが低く、これまでにこの系統の小説が成し遂げてきた範囲を突き破ろうとする作品とは見なせなかった」と評している。

## 著書

### 小説
- 『クリスタル・ヴァリーに降りそそぐ灰』（河出書房新社、2011年）
- 『ジャックを殺せ、』河出書房新社、2013
- 未単行本化
  - 「バスチオン公園の馬鹿たち」（『群像』2013年4月号）
- 同人誌
  - 『マスカレイドの零時』（2012年）第十四回文学フリマにて販売
  - 『悪魔の宅急便』（2012年）第十五回文学フリマにて販売
  - 「ちょこあ～んぱんまでスリーマイルⅠ」（2012年、『甘いものは別冊1』）

### 翻訳
- 『ENGLISH SHORT STORIES VOLUME.1』（同人誌、2012年）第十四回文学フリマにて販売
  - ジェイムズ・ジョイス「イヴリン」
  - F・スコット・フィッツジェラルド「失われた一〇年」

### 受験参考書（石井大地名義）
- 『世界一わかりやすい東大受験完全攻略法』（双葉社、2005年）
- 『世界一わかりやすい東大受験攻略法基礎力養成講座』（双葉社、2006年）
- 『東大合格・最新メソッド―開成トップ・理3現役生による』（幻冬舎、2006年）
- 『カリスマ東大生が教える やばい！数学ⅠA(1)数式と関数』（OVB、2006年）
- 『カリスマ東大生が教える やばい！数学ⅠA(2)図形と論理』（ゴマブックス、2006年）
- 『世界一わかりやすい東大受験攻略法入試直前テクニック！』（双葉社、2006年）
- 『東大医学部生が書いた頭がよくなる勉強法』（こう書房、2007年）

### その他（石井大地名義）

#### 単著
- 『東大理3生の「人を巻き込む」能力の磨き方』（講談社＋α新書、2007年）
- 『勉強する理由』（ディスカヴァー・トゥエンティワン、2009年）
- 『ラクするほど「成果」は上がる！』（廣済堂出版、2010年）

#### 共著
- 小代義行『5日で学べる東大式起業ゼミナール』（あさ出版、2006年）
- 小平翼・難波紀伝[13]『東大生が教える超集中術』（ダイヤモンド社、2007年）
- 梶田洋平『現役東大理Ⅲ生と慶應生が語る「親力」養成講座』（主婦の友社、2009年）